# Christy Carlson Romano
Christy Carlson Romano, nata Christelle Michelle Romano (Milford, 20 marzo 1984), è un'attrice, cantante e youtuber statunitense.
È famosa soprattutto per aver interpretato Ren Stevens nel telefilm Disney Even Stevens e per essere la doppiatrice della protagonista Kim Possible della omonima serie animata. Ha origini italiane, tedesche e norvegesi ed è inoltre figlioccia del senatore Chris Dodd. Ha lavorato anche in alcuni musical a Broadway.

## Biografia
Romano è nata a Milford, Connecticut. È la più giovane di quattro figli di Anthony e Sharon Romano.
Ha iniziato la sua carriera a sei anni quando è stata scelta per diversi tour nazionali a Broadway, tra cui Annie, The Will Rogers Follies con Keith Carradine e The Sound of Music con Marie Osmond.
Ha fatto la sua apparizione nel 1996 come cantante Chiquita Banana in Everyone Says I Love You di Woody Allen.
È apparsa anche in Henry Fool (1997) e Looking for an Echo (2000)

## Discografia

### Album
- Christy Carlson Romano: Greatest Disney TV & Film Hits (2004)
- Friday Night (2008)

## Filmografia

### Attrice

#### Cinema
- Tutti dicono I Love You (Everyone Says I Love You), regia di Woody Allen (1996)
- La follia di Henry (Henry Fool), regia di Hal Hartley (1998)
- Goosed, regia di Aleta Chappelle (1999)
- Looking for an Echo, regia di Martin Davidson (2000)
- Taking 5, regia di Andrew Waller (2007)
- Mirrors 2, regia di Víctor García (2010)
- Dream Killer, regia di Barbie Castro (2019)

#### Televisione
- The Many Trials of Tammy B, regia di Josh Aronson – film TV (1996)
- Sentieri (The Guiding Light) – serie TV, 1 episodio (1999)
- Even Stevens – serie TV, 65 episodi (2000-2003)
- Cadet Kelly - Una ribelle in uniforme (Cadet Kelly), regia di Larry Shaw – film TV (2002)
- B.S., regia di Gary Halvorson – film TV (2002)
- Una famiglia allo sbaraglio (The Even Stevens Movie), regia di Sean McNamara – film TV (2003)
- Joan of Arcadia – serie TV, 1 episodio (2004)
- Campus Confidential, regia di Melanie Mayron – film TV (2005)
- In due per la vittoria (The Cutting Edge: Going for the Gold), regia di Sean McNamara - film TV (2006)
- Inseguendo la vittoria (The Cutting Edge 3: Chasing the Dream) – film TV (2008)
- Hawthorne - Angeli in corsia (Hawthorne) – serie TV, 1 episodio (2009)
- Wolvesbayne, regia di Griff Frust – film TV (2009)
- Salverò mia figlia (Deadly Daycare), regia di Michael Feifer – film TV (2014)
- Kim Possible, regia di Zach Lipovsky e Adam B. Stein – film TV (2019)

### Doppiatrice
- Kim Possible - serie animata, 86 episodi (2002-2007)
- Casper - Scuola di paura (Casper's Scare School), regia di Mark Gravas – film TV (2006)
- Big Hero 6 - La serie (Big Hero 6: The Series) - serie animata, 6 episodi (2018-2020)

## Teatro
- Parade (1998-1999)
- La bella e la Bestia (2004)
- Avenue Q (2008)
- White's Lies (2010)

## Premi e nomination

### Premio Young Artist
- Miglior interpretazione in una serie commedia TV - Giovanne attrice protagonista per Even Stevens (2001)
- Miglior interpretazione in una serie commedia TV - Giovanne attrice protagonista per Even Stevens (2002)
- Nomination miglior giovane interprete adulto in un ruolo di adolescente per Una famiglia allo sbaraglio (The Even Steven Movie) (2003)

## Doppiatrici italiane
- Valentina Mari in Kim Possible
- Alessia Amendola in Even Stevens
- Laura Latini in Cadet Kelly - Una ribelle in uniforme
- Domitilla D'Amico in Una famiglia allo sbaraglio
- Letizia Ciampa in La leggenda della montagna incantata